# هیاکورنشو
هیاکورنشُو (به ژاپنی: 百錬抄) یک کتاب تاریخی است که از جمع‌آوری یادداشت‌ها و دفتر خاطرات روزانه کوگه‌ها (مقام وابسته به دربار) در اواخر دوره کاماکورا قرن سیزدهم نوشته شده‌است. جمع‌آوری کننده این کتاب مشخص نیست. این یادداشت‌ها یکی از منابع در مورد حوادث نبرد بین خاندان‌های میناموتو و تایرا است.